# Xawbak
|  | Per a altres significats, vegeu «Al-Xawbak ». |

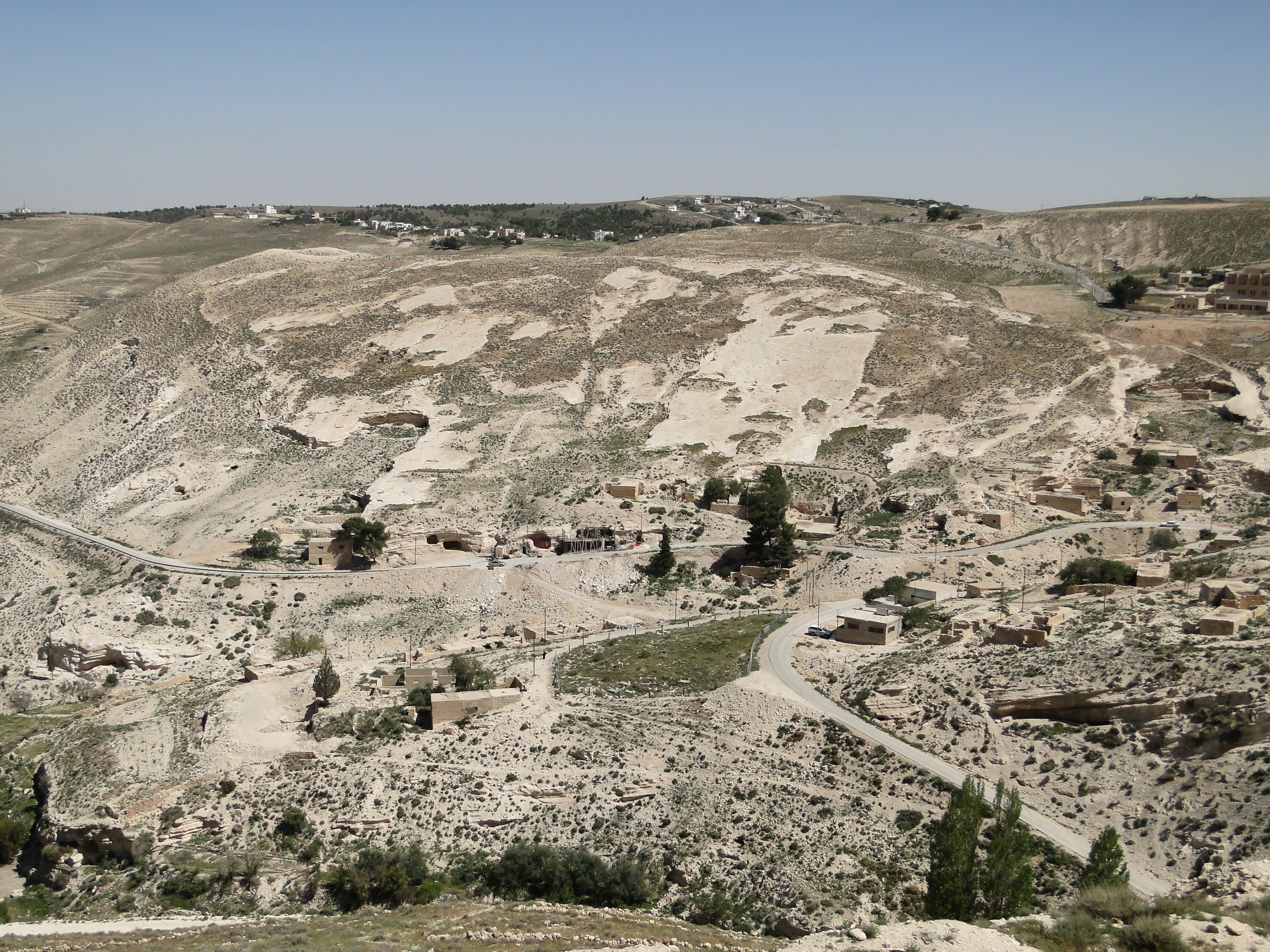
Vista des del Castell

Xawbak (Shawbaq, Shoubak, Shoubaq i altres variacions; àrab: الشوبك, ax-Xawbak) és una ciutat i municipalitat de Jordània a la governació de Maan a tocar del límit amb les governacions de Tafilah (al nord) i d'Aqaba (a l'oest). La seva població el 2004 era de 12.500 habitants. Està rodejada del Jabal al-Xara, i mercès a aquestes muntanyes gaudeix d'una bona pluviositat i les neus de l'hivern afavoreixen el bosc i l'agricultura; la ciutat disposa de moltes granges de fruites.

## Història

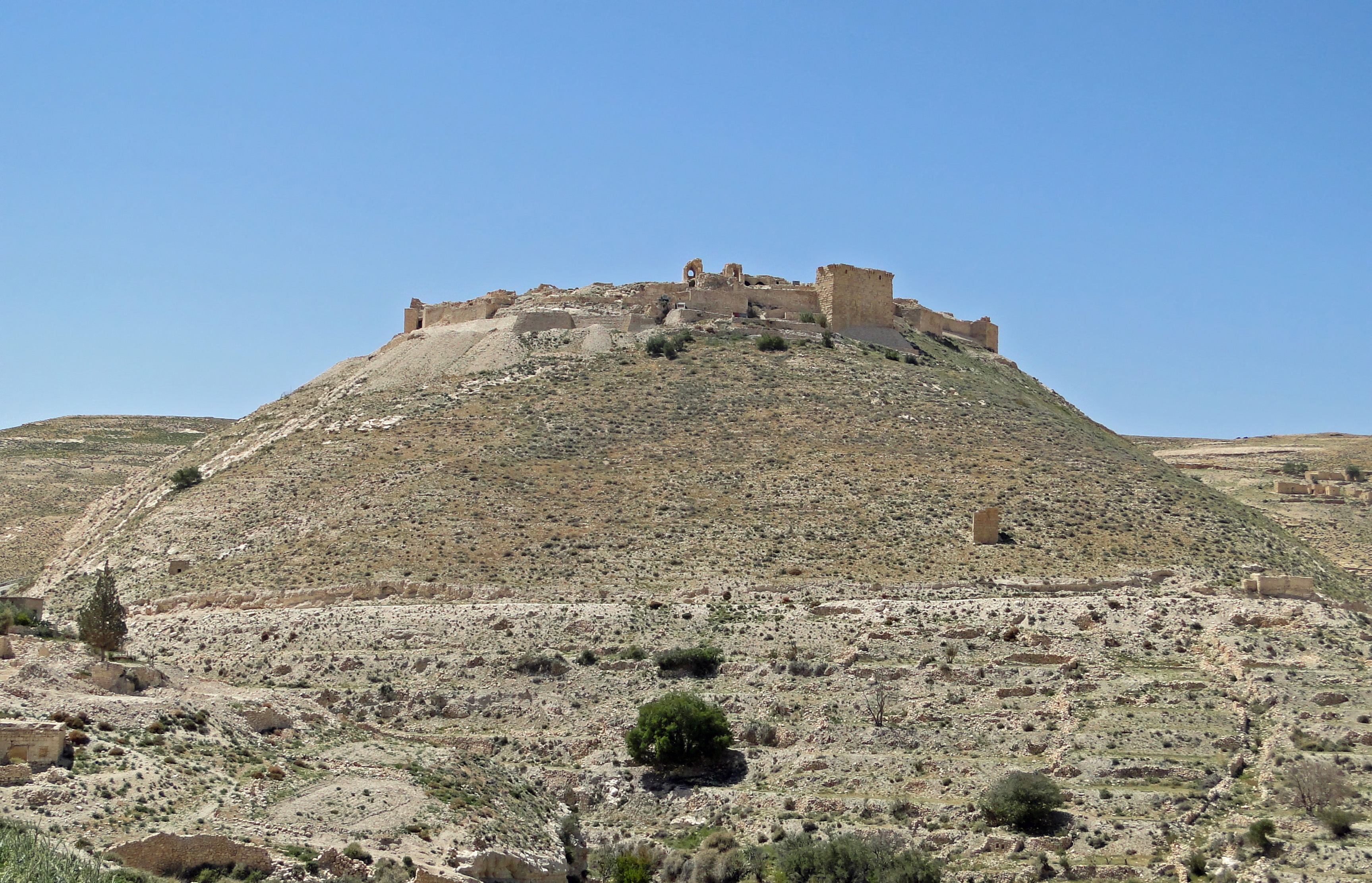
Castell de Xawbak o de Mont-real

La regió de Xoubak fou poblada primitivament pels edomites que tenien capital a Bozrah o Busaira a la veïna governació de Tafilah. Després van venir els nabateus. A l'inici del segle II fou part de la província romana de l'Aràbia Pètria. Va restar en mans dels romans fins a la conquesta àrab vers 638. Fou domini omeia i després abbàssida; dependent d'Egipte va ser dominada pels governadors califals, i per la família dels ikhxídides, fins al seu enderrocament pels fatimites (971). Al començament del segle xii va passar al regne de Jerusalem i el 1107 s'esmenta com a patrimoni del rei Balduí I de Jerusalem, governant la regió un tal al-Asfahid al-Turkumani. El 1115 Balduí I de Jerusalem va construir la fortalesa i hi va deixar una guarnició; el 1116 la va visitar i va anar després a Àqaba on va construir una segona fortalesa per controlar el tràfic d'Egipte cap a l'Hedjaz. La part oriental del Jordà (Senyoria Ultra Jordà o Senyoria de Transjordània) va formar una baronia que va tenir per capital la fortalesa de Mont-real (Montréal, Mont-Reial) concedida a Romà del Puy (1118-1126); aquest es va revoltar contra Folc V d'Anjou i la va perdre (la data sembla el 1126 però s'esmenta també el 1134) i fou concedida a l'antic cambrer del rei Folc (l'encarregat de servir els vins), Paganus o Payen el Boteller (1126-1147), a canvi de Nablus; Payen fou qui va construir el castell del Krak dels Moabites, amb l'ajut de Folc V d'Anjou (1142) que garantia el domini sobre tota la regió i el control de peregrins i caravanes, i que aviat va suplanta al castell principal, el Krak de Montreal (Xawbak) més al sud. El 1157 fou atacada pels fatimites que hi van fer alguns presoners; el 1158 van tornar i la van assetjar sense èxit durant un any, i finalment es van retirar a canvi d'uns regals enviats pel rei de Jerusalem que va demanar la treva.
A la mort del baró Maurici (fill de Payen), Felip de Nabús, oncle de Payen, va heretar la senyoria el 1161 i al morir va deixar una filla, Estefania o Estevaneta de Milly, casada tres vegades, la primera amb Hendrid II de Toron, fins al 1169, i després amb el saxó Miles, mort el 1174. Saladí la va atacar l'octubre del 1171 i la va assetjar; la guarnició de la vila es va rendir al cap de deu dies però l'aiúbida va abandonar el setge de la fortalesa després d'això al saber que arribava Nur-ad-Din Mahmud.
Després del 1174 va governar sola la baronessa Estevaneta (1174-1188) fins que el 1176 es va casar amb Renaud de Châtillon el Llop (príncep d'Antioquia del 1153 al 1163) que va governar del 1176 al 1187; Renaud va usar el castell per atacar les riques caravanes que arribaven intactes a aquest pas; també va construir vaixells que després va portar a la mar Roja, amb la intenció d'atacar la Meca; això va acabar sent intolerable pel sultà aiúbida Saladí; l'expedició de Renaud cap a Aràbia finalment no va reeixir i el croat va ser executat (decapitat) personalment per Saladí que va envair el regne de Jerusalem i la baronia de Kerak el 1187. Estebaneta es va casar llavors amb Humfred de Toró però Saladí va assetjar la fortalesa d'al-Karak la qual es va rendir per gana al seu germà (després al-Adil I) el 1188. El mateix 1188 i el 1189 es van rendir les altres fortaleses de la senyoria incloent la de Xawbak. Es diu que durant el setge, els seus defensors van vendre les seves dones i nens per menjar, i que es tornaven bojos per la falta de sal; en estar en un turó, Saladí no va poder usar armes de setge, però després de gairebé dos anys el castell va caure finalment en mans de les seves tropes al maig de 1189, i les famílies dels defensors van tornar amb ells; la data de la rendició apareix també com octubre del 1189. Al-Karak i al-Xawbak foren donades en feu a al-Adil I, germà de Saladí.
El 1218 els francs, durant el setge de Damiata, la van voler recuperar i van oferir aixecar el setge a canvi de Jerusalem, al-Xawbak i al-Karak, però la proposta fou refusada. Al-Kàmil ibn al-Àdil (1218-1238) la va comprar el 1229 al seu nebot an-Nàssir Dawud de Kerak per 16.000 dinars, i la va visitar tres anys després de camí cap a Síria. Musa al-Mughlib Umar d'al-Karak (1249-1262) la va dominar des de 1250. El 1162 la fortalesa va passar als mamelucs però el 1292 el sultà al-Màlik al-Àixraf Salah-ad-Din Khalil ibn Qalàwun la va fer destruir per complaure al xeic beduí local. Fou reconstruïda el 1197-1198 per Ladjin, però les inundacions i el terratrèmol de 1318 van obligar al seu abandonament. Sota els mamelucs al-Xawbak fou un amal de la nihaya d'al-Karak i el governador (mutawalli) era nomenat directament pel soldà mameluc, però era responsable davant el governador d'al-Karak. La població local era de majoria cristiana melquita.
El 1516 va passar als otomans. La seva situació administrativa no s'esmenta fins al segle xviii, quan formava una nàhiya del sandjak d'Adjlun. La població va baixar al final del segle xviii i al segle xix a causa de la inseguretat; molts cristians van emigrar a Gaza. Vers 1801 hi havia 317 llars a la població i 377 tendes nòmades. El 1812 la va visitar Burckhardt que diu que hi vivien unes cent famílies que pagaven tribut als beduïns huwayta. El 1895 la ciutat es va revoltar contra la guarnició otomana; el mutasarrif d'al-Karak la va assetjar.
El 1917 estava en mans dels britànics que la van incloure la seu mandat de Transjordània (1920). Va restar una nàhiya d'aquest estat. El 1973 fou elevada a qadà (districte) i el 1995 va esdevenir departament de la governació de Maan. El 2001 la ciutat va esdevenir municipalitat.

## Geografia i clima
A causa de la seva altura (1.330 metres) Xoubak és famosa pels seus hiverns freds, i degut a la proximitat al desert d'Aràbia té uns estius molt secs. El pro-mig de pluja anual està entre 150 i 350 mm.

## Economia
Ciutat principalment agrícola, gaudeix també d'un turisme incipient. La regió ocupa 189 km² d'oliveres, i granges de vegetals i fruites, principalment pomes. La ciutat ocupa una gran superfície. Hi ha també 129 granges de mel d'abella, sent la major productora de mel del país